# Битка при Сяр (1205)
Вижте пояснителната страница за други значения на Битка при Сяр.
Битката при Сяр се състои през юни 1205 при град Сяр между България и Латинската империя и завършва с българска победа.

## Предистория
След разгромната победа над латинците в битката при Одрин на 14 април 1205 година, българите придобиват контрол над по-голямата част от Тракия с изключение на Константинопол, Родосто и Силиврия. През юни 1205 година цар Калоян насочва военните действия на югозапад към Солунското кралство на Бонифаций Монфератски, васал на Латинската империя. Начело на големи сили от редовната армия, царят настъпва срещу мощната крепост Сяр, в която се намират елитните части на солунския крал, под командването на рицарите Юг дьо Колини и Гийом д'Арл.

## Битката
Битката започва с излаз от Сяр на рицарски отряд под командването на Юг дьо Колини. Двете тежковъоръжени армии се сблъскват челно, като рицарите нападат с голямо ожесточение, и в началото дори успяват да надделеят над първите български редици. Юг дьо Колини обаче е уцелен със стрела в окото и, виждайки смъртта на предводителя си, смелостта и дързостта напускат латинците и скоро отрядът им e напълно разгромен. Оцелелите започват бягство назад към града, следвани по петите от българските войници. Защитниците не успяват да затворят портите и българите нахлуват в Сяр. По улиците на града започва клане. Много от кръстоносците попадат в плен, други се спасяват като се укриват из околностите. Хората на Гийом д'Арл се приготвят за отбрана в Горния град. Царят изисква от рицарите незабавно да му предадат цитаделата. Те обаче отказват категорично, надявайки се на помощ от Бонифаций Монфератски. Византийският историк Никита Хониат разказва:
| „ | Тогава Калоян приготви стълби, постави огромна стенобитна машина при хълма срещу крепостта и започна да разбива стената. Тези, които бяха в крепостта, се бранеха и хвърляха защитни средства, които се намираха по стените, и така продължаваха съпротивата. Но като видяха, че Калоян е обхванал като с огнен обръч крепостта с цялата си войска и е прекъснал всякакъв излаз, та никой не би могъл дори да се промъкне до маркиза, поискаха да му предадат крепостта. | “ |

Преговорите приключват с тържествено обещание на цар Калоян да пощади живота на рицарите и да ги пропусне свободно да се оттеглят. Когато обаче гарнизонът отваря вратите на замъка, благородниците са арестувани, а само обикновените бойци са пуснати да си заминат мирно и необезпокоявано. Три дни по-късно рицарите са екзекутирани по заповед на Калоян. Малко преди това, солунският крал все пак успява да изпрати в помощ на Сяр няколко отряда. Те са пресрещнати от българска военна част и унищожени. Отчаян, Бонифаций Монфератски се затваря в Солун с останалите си хора.

## Последици
Успешният поход през 1205 година завършва с превземането на Пловдив. Византийското дворянство в града, предвождани от Алексий Аспиет оказва съпротива. След като Калоян превзема града, крепостните валове са разрушени и Аспиет е обесен. Следващата година, войната срещу Латинската империя и местната византийска аристокрация продължава и кръстоносната армия отново е победена в битката при Русион.